# Florentino Alonso Piñón
Florentino Alonso Piñón (1963, Oviedo, Asturias) es un periodista español. 
De 1983 a 1986 trabajó en los servicios informativos de Antena 3 Radio en Asturias. Entre 1986 y 1989 fue jefe de la sección Local del diario El Correo de Asturias y redactor de los servicios informativos de Radiocadena Española en Asturias. Posteriormente dirigió y presentó en Radio Nacional de España el programa "Asturias Cuatro Esquinas". En 1990 se incorporó al semanario Hoja del Lunes de Oviedo.
El 10 de mayo de 1996 fue nombrado por el Consejo de Ministros director general de Información de la Vicepresidencia Primera del Gobierno y del Ministerio de la Presidencia. Ese mismo año fue nombrado miembro del consejo de administración de la Agencia Efe, puesto en el que cesó en el año 2004.
Entre los años 2000 y 2004 fue director de Información del Ministerio de Fomento y vocal del consejo de administración del ente público Red.es.
De enero de 2006 a junio de 2011 fue director de los departamentos de Prensa y Comunicación del Ayuntamiento de Pozuelo de Alarcón (Comunidad de Madrid). En 2008 fue columnista del diario económico La Gaceta de los Negocios. 
Desde el 18 de julio de 2011 hasta el 28 de mayo de 2012 fue consejero de Presidencia del Gobierno del Principado de Asturias y presidente de las entidades públicas Bomberos del Principado de Asturias y 112 Asturias.